# Åsarp-Smula församling
Åsarp-Smula församling var en församling i Skara stift och i Falköpings kommun. Församlingen uppgick 1998 i Åsarps församling. 

## Administrativ historik
Församlingen bildades 1992 genom sammanslagning av Smula församling och Norra Åsarps församling och var därefter till 1998 moderförsamling i pastoratet Åsarp-Smula, Solberga och Fivlered. Församlingen uppgick 1998 i Åsarps församling.

## Kyrkor
- Åsarp-Smula kyrka